# Раунг
Раунг (индон. Gunung Raung) — действующий стратовулкан на востоке острова Ява в Индонезии, в провинции Восточная Ява, в 180 километрах к западу от города Сурабая. Ультрапик. Высота 3332 метров над уровнем моря.  Сложен андезитовыми и базальтовыми лавами. На вершине — кальдера диаметром около 2 км, глубиной до 600 м. На дне кальдеры небольшой вулканический конус 2-го порядка. Частые извержения. Из-за последнего извержения в августе 2015 года был закрыт Международный аэропорт Нгурах-Рай на острове Бали.